# ذى شيبة (إب)

تعديل مصدري - تعديل

ذى شيبة هي إحدى قرى عزلة شعب يافع بمديرية إب التابعة لمحافظة إب، بلغ تعداد سكانها 719 نسمة حسب تعداد اليمن لعام 2004.